# Museu de Microminiatures

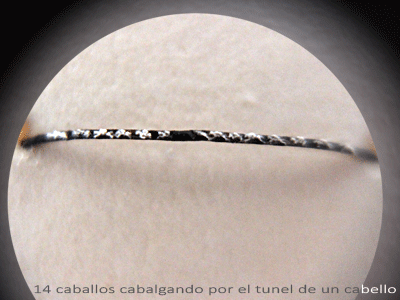
"14 caballos cabalgando por el túnel de un cabello"

El Museu de Microminiatures està situat al municipi del Castell de Guadalest (Marina Baixa, País Valencià). Aquest museu exhibeix una col·lecció de microescultures i micropintures de Manuel Ussà.
En aquest museu es pot contemplar una col·lecció de miniatures amb lupes molt potents. Entre les diferents miniatures destaquen:
- L'Estàtua de la Llibertat dins de l'ull d'una agulla.
- La maja nua de Goya pintada en l'ala d'una mosca.
- Un elefant modelat en els ulls d'un mosquit.
- Un camell passant per l'ull d'una agulla.
- El tres de maig a Madrid de Goya pintats en un gra d'arròs.